# Diplazium feei
Diplazium feei là một loài dương xỉ trong họ Athyriaceae. Loài này được W. Schaffn. ex Fée mô tả khoa học đầu tiên năm 1857.
Danh pháp khoa học của loài này chưa được làm sáng tỏ. 